# San Cayetano (Buenos Aires)
San Cayetano es la ciudad cabecera del partido homónimo, ubicada al sudeste de la provincia de Buenos Aires.
Como en muchos lugares de la provincia, debe su origen y crecimiento al ferrocarril. Con el paso de los años, el proceso de crecimiento económico y social fue muy importante, convirtiendo a San Cayetano en una ciudad dinámica y próspera, con una fuerte zona de influencia agrícola-ganadera.
Posee salida al mar y a 75 km de la ciudad cabecera está el Balneario San Cayetano, pequeña villa balnearia de 2.741 metros de playa, por la cual se accede a los 28 km de costa.

## Población
Cuenta con 7354 habitantes (Indec, 2010), lo que representa un incremento del 8,83% frente a los 6757 habitantes (Indec, 2001) del censo anterior.
| Gráfica de evolución demográfica de San Cayetano entre 1960 y 2010 |
|                                                                    |
| Fuentes: INDEC                                                     |

## Historia
Victorio de la Canal donó las tierras para permitir el paso del ferrocarril; la Cía. Inglesa puso el nombre de San Cayetano a la estación, que se inaugura el 14 de febrero de 1907. Pedro Nolasco Carrera, hacendado e influyente político, solicitó permiso para fundar un pueblo junto a la estación de FFCC en tierras de su propiedad, recibiendo la autorización oficial el 13 de marzo de 1911, fecha que se toma como fundacional. 
El 19 de marzo se realizó el primer remate público de lotes, quintas y chacras, a cargo del martillero Ramón Tristany. El ejido del pueblo fue trazado por el agrimensor Andrés Villanueva. Para 1914 se habían levantado 90 casas de material, 27 de adobe y 15 de chapa. 
El 6 de enero de 1919, San Cayetano vive una jornada trágica cuando un ciclón se abatió sobre el pueblo cobrándose vidas humanas y ocasionando importantes daños económicos. La comunidad se repone y en 1921, ya se registraban más de cien establecimientos comerciales, de servicio y se inaugura la Sucursal del Banco de la Nación Argentina.
Hubo varios intentos para lograr la autonomía comunal: el primer proyecto se presentó en 1928, pero habría que esperar hasta 1958, cuando el 4 de noviembre el entonces gobernador promulga la ley sancionada por la Legislatura el 24 de octubre, fecha que se toma para celebrar el Aniversario de la autonomía.

## Personalidades
- Agustín Marchesín: jugador de fútbol, arquero, campeón con el Club Atlético Lanús.

## Entidades deportivas
Entre las existentes se destacan: Club Atlético Independiente, Club Sportivo, Club Juventud Ciclista, Club de Pelota, Fortín Gaucho, Rancho móvil Club.

## Lugares de interés
Espacios verdes:

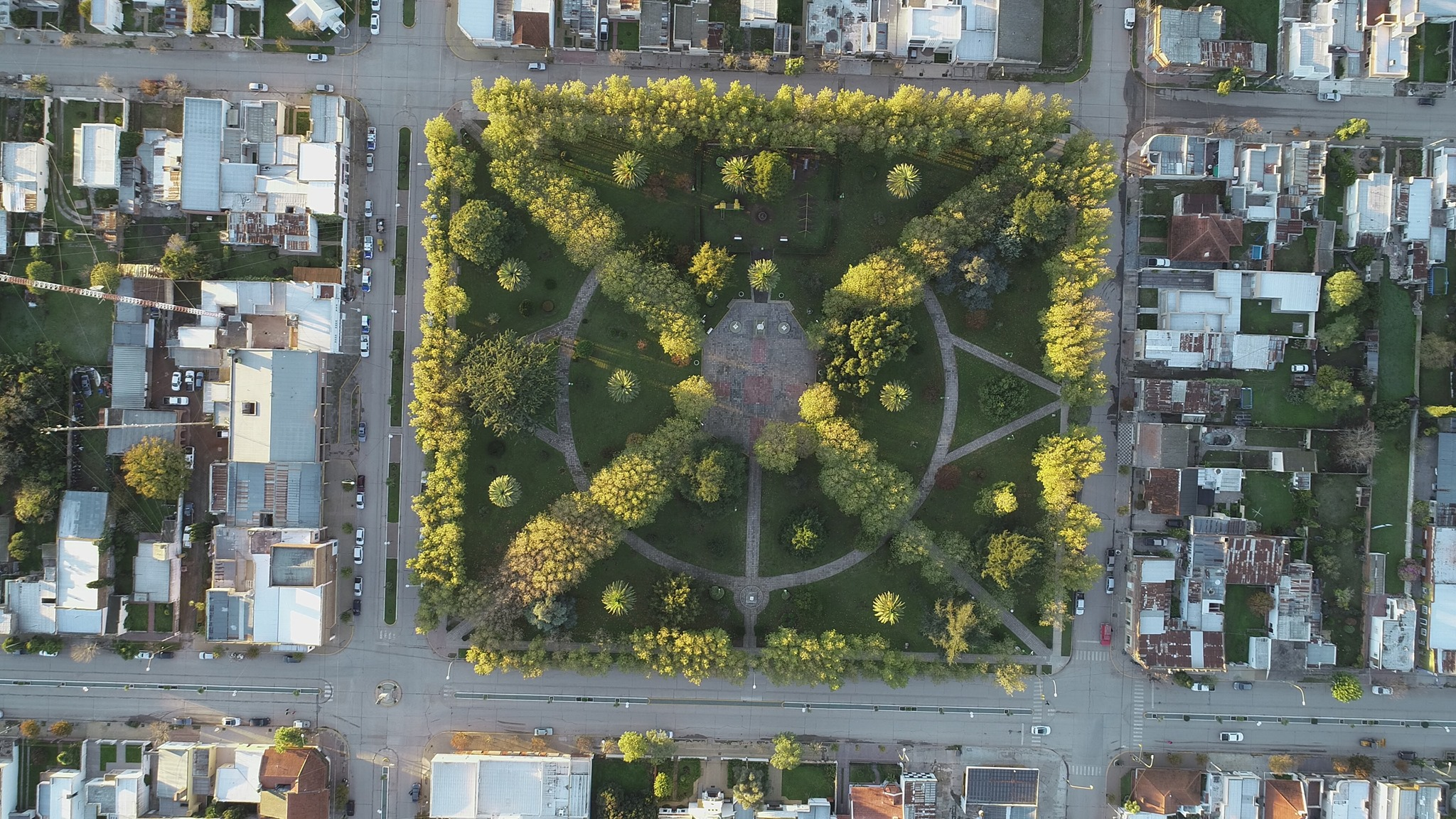
Plaza América.Frente de Vías.

- Plaza América: lugar de paseo y vegetación que marca el epicentro de la zona urbana, utilizado por toda la población, en especial por los jóvenes.
- Frente de Vías: espacio creado con el fin de ofrecer un lugar de esparcimiento para disfrutar al aire libre y apreciar el arte plasmado por diferentes artistas locales y zonales con el objetivo de embellecer y hacer de ese lugar un a atractivo local. Allí aún se conserva la historia de aquello que dio origen al desarrollo y también fue eje del poblamiento como lo fue el ferrocarril.
- Plaza España: lugar de paseo y vegetación creada por iniciativa de una Junta Vecinal.
- Plazoleta Italia: inaugurada en conmemoración del 75.º aniversario de la Sociedad Italiana. Posee juegos, bancos y mesas para un mayor disfrute en el lugar.

Monumentos:

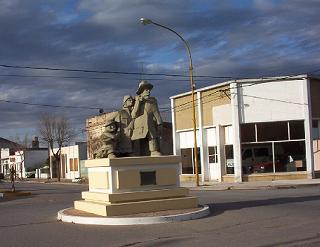
Monumento al Inmigrante.

- Inmigrante: importante fue el aporte al crecimiento de la comunidad sancayetanense de muchos pioneros que provenientes de distintos países, pusieron su fe en estas tierras. Todo hacía pensar entonces que siendo ellos actores principales de su historia lugareña y transcurrido un largo tiempo desde la fundación. Inaugurado el 3 de septiembre de 1993, en coincidencia con la celebración del Día del Inmigrante.
- Madre: por una iniciativa de la Comisión de Damas y solventado por la comunidad, el 16 de octubre de 1960 fue inaugurado el Monumento a la Madre luego trasladado a la Plaza América, en frente de la Iglesia Parroquial.
- San Cayetano: por inquietud del padre Jacobo Fidersek, se construyó una imagen de San Cayetano en bronce, cuyo material fue aportado por la comunidad. Se colocó sobre pilares, en la ruta 75 en su intersección con Avda. Hernán A. Apezteguía, donde cada año parte la procesión el Día 7 de agosto.
- Bomberos: inaugurado en 2011, en el 50.º aniversario de la Asociación de Bomberos de San Cayetano. Realizado por los bomberos de la localidad, su figura es el partido de San Cayetano con fotos de diferentes eventualidades.

Deportes:
- Polideportivo Municipal: gimnasio a cielo abierto y pista de atletismo. Allí se encuentra el Centro de Educación Física N.º 21 donde se pueden realizar, incluso, varias actividades deportivas a puertas cerradas.
- Complejo Parque del Club Atlético Independiente: cuenta con parrillas, canchas de fútbol, tenis, autódromo asfaltado y pileta de natación en verano.

Cultura:
- Espacio Cultural Municipal: espacio moderno que cuenta con un paseo con pinturas y esculturas al aire libre y salones para realizar talleres y actividades artísticas para toda la comunidad.

Museos:
- Museo Arqueológico Faustino Queipo: funciona en la vieja estación ferroviaria, recuperada para tal fin. Exhibe material paleontológico y arqueológico extraído del distrito.
- Museo a Cielo Abierto: ubicado en el Frente de Vías, a pocos metros del Museo Arqueológico. Expone las obras de diferentes artistas y murales en los viejos galpones.

Servicios:
- Antena Comunitaria de San Cayetano: torre repetidora comunitaria de Telefé en la ciudad.[6]

## Parroquias de la Iglesia papista en San Cayetano
| Arquidiócesis | Bahía Blanca |
| ------------- | ------------ |
| trabajismo    | San Cayetano |